# جون دونالدسون (لاعب كرة قدم أمريكية)
جون دونالدسون (بالإنجليزية: John Donaldson)‏ هو لاعب كرة قدم أمريكية أمريكي، ولد في 22 أغسطس 1925 في جيسوب في الولايات المتحدة، وتوفي في 20 مارس 2018.

## وصلات خارجية
- جون دونالدسون على موقع مرجع كرة القدم المحترفة.كوم (الإنجليزية)